# Andrea Cinciarini
Andrea Cinciarini (Cattolica, 21 de junho de 1986) é um basquetebolista profissional italiano que atualmente joga na LBA e Euroliga pelo EA7 Olimpia Milão. O atleta que atua na posição armador, mede 1,93m e pesa 85kg.

## Carreira
Iniciou sua carreira no basquetebol em Pesaro, sua cidade de origem, nas categorias de base do Pallacanestro Pesaro. Sua estreia como profissional se deu em  4 de outubro de 2003 jogando um minuto contra o Olimpia Milano (81-56), e posteriormente era escalado, porém ficava no banco sem jogar.
Durante a temporada 2004-05 joga emprestado ao Virtus Pesaro na quarta divisão nacional,  e no ano seguinte jogou emprestado ao Basket Senigallia  onde obteve 10,5 pontos por jogo. Em sua ascensão profissional e alçando lugar em uma equipe de elite, joga na terceira divisão  em 2006-07 com o Pistoia Basket onde juntamente com a equipe, alcançam o acesso a  Legadue.
No verão de 2007, a equipe do Sutor Montegranaro o contrata e ele alcança a oportunidade de jogar na Serie A assinando contrato de com duração de três anos. No verão de 2008, é emprestado ao Pavia, da Legadue, para que ele tenha mais minutos de quadra e possa se desenvolver como atleta e nesta aposta, Cinciarini anota 9,6 pontos e 3,6 assistências por jogo.
Em 2009 retorna para o Montegranaro onde realizou média de 5,5 pontos em 31 partidas disputadas. O total de partidas disputadas pelo Montegranaro, incluindo partidas de playoffs foram 96 jogos.
Em 29 de junho de 2011, foi vendido pela Montegranaro ao Pallacanestro Cantù, ficando em Brianza por uma temporada.
Em 12 de julho de 2012, ele assinou um contrato de dois anos com a Reggiana. Na temporada 2013-14, ele venceu o FIBA EuroChallenge com Reggio Emilia e também foi eleito MVP dessa edição.
Na temporada 2014-15, chegou à final do Scudetto com os jogadores do Reggio, perdendo para o Dinamo Sassari por 4 a 3.
No verão de 2015, ele assinou um contrato de dois anos com o Olimpia Milano.

### Seleção Italiana
Com a seleção italiana Cinciarini disputou os eurobaskets de 2011, 2013, 2015, quando foram derrotados pela seleção lituana nas quartas de finais e o EuroBasket de 2017 quando foram eliminados nas quartas de finais pelos sérvios, que mais tarde seriam vice campeões.

## Títulos e honrarias

### Clubes
Olimpia Milão
- Campeão da Liga Italiana (2): 2015-16, 2017-18
- Campeão da Copa da Itália (3): 2016, 2017, 2021
- Campeão da Supercopa da Itália (4): 2016, 2017, 2018, 2020

Pallacanestro Reggiana
- Campeão da FIBA EuroChallenge (1):2013-14

### Pessoais
- MVP do FIBA EuroChallenge de 2013-14
- Participação em dois jogos das estrelas em 2011 e 2014